# إريك كامكيه
إريك كامكيه (بالألمانية: Erich Kamke) (و. 1890 – 1961 م) هو رياضياتي، وأستاذ جامعي ألماني، ولد في مالبورك، توفي في روتنبورغ آم نكار، عن عمر يناهز 71 عاماً، بسبب نوبة قلبية.

## التعليم
تعلم في جامعة غوتينغن، وتعلم في جامعة غيسن، وتعلم في جامعة مونستر
.